# Konstantin Wladimirowitsch Kubyschkin

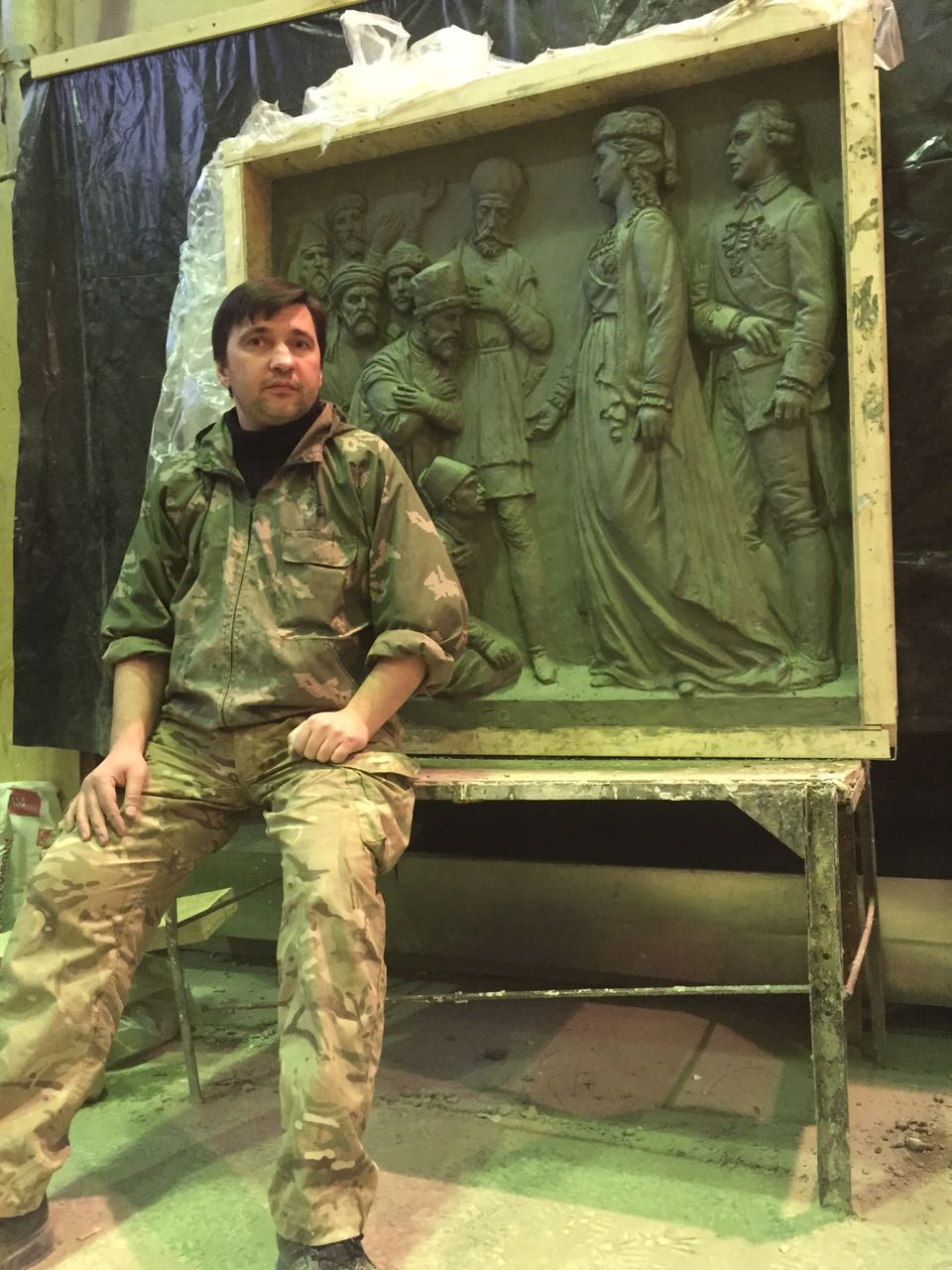
Konstantin Wladimirowitsch Kubyschkin

Konstantin Wladimirowitsch Kubyschkin (russisch Константин Владимирович Кубышкин; * 2. August 1974 in Orjol) ist ein russischer Bildhauer.

## Leben
Kubyschkin besuchte 1989–1995 die Orjoler Kunstschule und studierte dann am Moskauer Staatlichen Akademischen Surikow-Kunst-Institut (Nachfolger der Moskauer Hochschule für Malerei, Bildhauerei und Architektur bzw. WChUTEIN) mit Abschluss 2002 in Michail Perejaslawez’ Atelier.
2005–2008 absolvierte Kubyschkin das Praktikum in dem von Wladimir Zigal geleiteten Atelier für kreative Bildhauerei der Russischen Akademie der Künste.
Seit 2005 ist Kubyschkin Mitglied der Moskauer Vereinigung der Künstler. Er nimmt regelmäßig an russischen Ausstellungen teil. Plastiken Kubyschkins befinden sich in Privatsammlungen, so auch in der Sammlung des Filmschauspielers Steven Seagal.
2007 bildeten Igor Jaworski, Kubyschkin und M. Malaschenko ein Bildhauer-Kollektiv.

## Ehrungen, Preise
- Goldmedaille der Vereinigung der Künstler Russlands (2007)
- Grand Prix der Ausstellung Junge Künstler Russlands anlässlich des 250-jährigen Jubiläums der Russischen Kunstakademie (2007)
- Anerkennungsdiplom der Russischen Akademie der Künste (2010)
- Goldmedaille der Russischen Akademie der Künste (2011)
- Medaille des Bürgermeisters Moskaus für Beiträge zum Gedenken an den Vaterländischen Krieg und das Tschernyschow-Denkmal in Lytkarino (2012)
- Staatspreis der Republik Krim im Bereich Bildende Kunst für das Katharina-II.-Denkmal in Simferopol (2017)[4]

## Werke (Auswahl)
- Resanow-Denkmal (2007), Krasnojarsk
- Kadyrow-Denkmal (2008), Grosny
- Jermak-Denkmal (2010), Surgut[5]
- Pochabow-Denkmal (2011, Projektleiter Michail Perejaslawez). Irkutsk
- Wolkonskaja-Denkmall (2011, Projektleiter Michail Perejaslawez). Irkutsk
- Newelskoi-Denkmal (2012), Juschno-Sachalinsk
- Wassilewski-Denkmal (2015) auf Sachalin
- Stadtgründer-Denkmal (2017), Angarsk[6]